# B6 (Namibië)
De B6 is een hoofdweg in Namibië die de hoofdstad Windhoek met Botswana verbindt. De weg loopt van Windhoek via Gobabis naar de grens met Botswana bij Buitepos. In Botswana loopt de weg als A2 verder naar Gaborone. 
De B6 is 290 kilometer lang en loopt door de regio's Khomas en Omaheke. 